# Новий Маріуполь
Координаційний центр патріотичних сил «Новий Маріуполь» — волонтерська громадська організація, створена проукраїнськими активістами Маріуполя у липні 2014 року з метою забезпечення українських військових.

## Передісторія створення
У квітні 2014 року, коли на Сході України почалися заворушення, окремі активісти почали відвозити на блок-пости навколо Маріуполя допомогу: воду, сигарети, бронежилети. Після звільнення міста від терористів у волонтерів з'явилася можливість об'єднатися і працювати відкрито. На базі різних громадських організацій була створена волонтерська організація «Новий Маріуполь», яка поклала на себе діяльність у п'яти основних напрямках:
- забезпечення солдатів на блок-постах;
- вивезення поранених із зони бойових дій;
- забезпечення поранених у шпиталі Маріуполя;
- проведення масових патріотичних акцій;
- патріотичне виховання молоді.

## Діяльність

### Масові акції

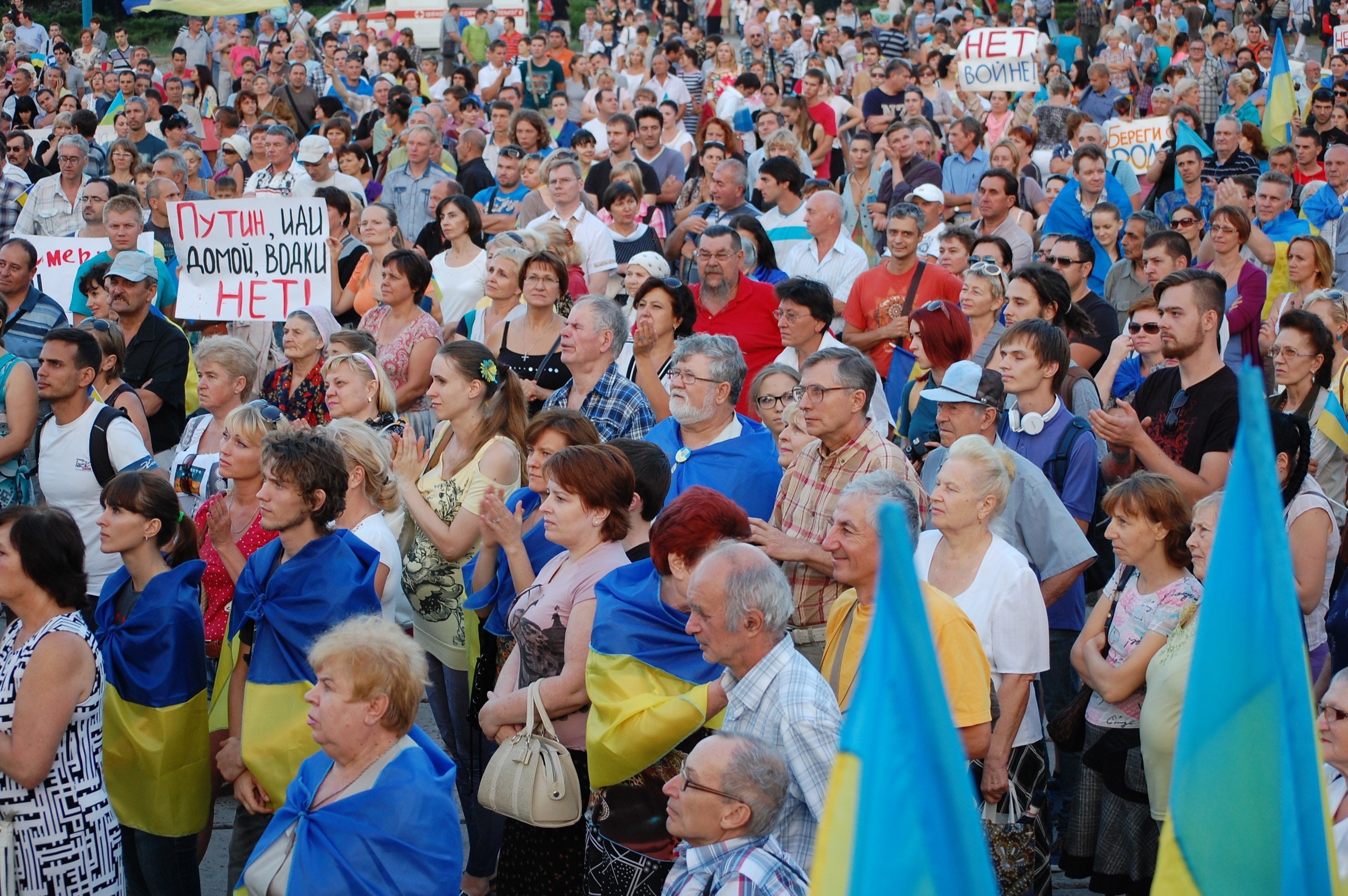
Мітинг проти окупантів у Маріуполі 28 серпня 2014

13 липня було проведено дві акції, приурочені до місяця з Дня визволення Маріуполя. Вранці активісти пофарбували найбільший міст Маріуполя, який з'єднує правий і лівий береги міста, у синьо-жовті кольори. Вдень було проведено розгортання найбільшого у світі прапору України.
28 серпня, коли почався наступ російських військ з Новоазовська на Маріуполь, було проведено 5-тисячний мітинг з антипутінськими та проукраїнськими гаслами. 30 серпня за закликом «Нового Маріуполя» маріупольці стали живим ланцюгом на східному кордоні міста, демонструючи, що не віддадуть місто окупанту.
4 вересня активісти провели флешмоб під банком «Русский стандарт» проти фінансування російської агресії.
13 вересня до Маріуполя прибув кілометр прапорів із Майдану — спільна акція «Нового Маріуполя» та організації Євромайдан SOS. Після цього естафета була продовжена і маріупольці на мітингу підписали кілометр прапорів для Бердянська. 18 вересня ці прапори були доставлені до Бердянська, було проведено спільний автопробіг маріупольців і бердянців.
19 жовтня спільно з ГО «Патріоти Маріуполя» було проведено патріотичний благодійний автопробіг. Усі зібрані на акції кошти пішли на забезпечення поранених у маріупольському шпиталі.
30 жовтня активісти провели пікет Штабу оборони Маріуполя проти саботування оборони міста, яка після проведення парламентських виборів проводилась тільки на папері. 2 листопада «Новий Маріуполь» організував мітинг проти незаконних виборів у ДНР, на якому маріупольці вимагали повернути тимчасово окуповані територію під український контроль.
Напередодні Нового року активісти «Нового Маріуполя» організували збір, фасовку та відвезення гуманітарної допомоги для мешканців Красногорівки, що під Донецьком.
16 січня 2015 року після теракту під Волновахою Новий Маріуполь ініціював акцію «#ЯВолноваха», провівши першу в історії Маріуполя смолоскипну ходу у пам'ять про загиблих. За день до того активісти влаштували інтернет-шторм, викладаючи світлини із табличками «Я — Волноваха» і «Je suis Volnovakha». 22 січня — до Дня Соборності — активісти провели другу смолоскипну ходу і пов'язали синьо-жовті стрічки на постмосту.
24 січня, після того, як терористи обстріляли Маріуполь із Градів, Новий Маріуполь організував допомогу жителям постраждалого району у вигляді будівельних матеріалів, ліків та води.

### Самооборона Маріуполя
У вересні 2014 року, коли почалися активні бойові дії в Приазов'ї, «Новий Маріуполь» ухвалив рішення про створення місцевої Самооборони. За задумом, пройшовши в Самообороні ази фізичної, тактичної, медичної, стрілецької та саперної підготовки, її бійці мають з часом перейти на службу у регулярну армію. Станом на вересень 2016 року близько сотні бійців Самооборони Маріуполя проходять чи пройшли службу у Збройних силах України, Нацгвардії та Прикордонній службі.
Самооборона Маріуполя бере участь у патрулюванні міста, інспектує бомбосховища та забезпечують безпеку на всіх масових акціях, що проходять у місті.
У підготовці бійців Самооборони беруть участь як місцеві, так і закордонні інструктори.
Один із бійців Самооборони Маріуполя Андрій Назаренко, який у лютому 2015 року перейшов на службу у 131-й окремий розвідувальний батальйон, 20 червня загинув при виконанні бойового завдання під Маріуполем. Тривають громадські слухання щодо перейменування вулиці Новоросійської, на якій він жив, на його честь.
Боєць Самооборони Маріуполя та син керівниці Нового Маріуполя Данило Подибайло загинув при виконанні бойового завдання 1 червня 2023 року у Кліщіївці.

### «Батальйон кікімор»
Окремий підрозділ «Нового Маріуполя» — «Батальйон кікімор». До нього входять жінки, які з літа виготовляють маскувальні костюми («кікімори») для снайперів, використовуючи сітки, мішковину і навіть краватки.

## Реакції
19 вересня голова організації Марія Подибайло отримала диплом на конкурсі «Маріуполець року-2014» у категорії «Україна — наша гордість».
У ніч проти 26 вересня 2014 року невідомі особи підпалили штаб «Нового Маріуполя». Внаслідок диверсії згоріли речі, які були безпосередньо під вікном: ковдри та куртки. Все інше вдалося врятувати завдяки своєчасній реакції відповідних служб.
Також у вересні на з'їзді волонтерів для організації громадської ради при Міністерстві оборони волонтер «Нового Маріуполя» Дмитро Чичера офіційно став представником організації «Крила Фенікса» в Секторі «М».
2 грудня 2014 року Марія Подибайло була призначена радником голови Донецької ОДА Олександра Кіхтенка з інформаційної політики. 4 грудня волонтер «Нового Маріуполя» Спартак Степнов був призначений заступником голови ТСОУ в Маріуполі.
Марія Подибайло стала героїнею фільму «День волонтера» із циклу Місто героїв, знятого Громадським телебаченням Приазов'я.